# Jeumpa Glp VII
Jeumpa Glp VII is een bestuurslaag in het regentschap Aceh Utara van de provincie Atjeh, Indonesië. Jeumpa Glp VII telt 518 inwoners (volkstelling 2010).